# レッティング・アップ・ディスパイト・グレイト・フォールツ
レッティング・アップ・ディスパイト・グレイト・フォールツ（Letting Up Despite Great Faults）は、アメリカ合衆国のドリーム・ポップ・バンド。2006年にカリフォルニア州ロサンゼルスで結成。
バンドの音楽性について、『オールミュージック』のマリサ・ブラウンは、「コーラスを多用したギターと、穏やかなボーカルを融合した1990年代以降の古典的なドリーム・ポップの影響を反映していて、時にニュー・オーダーを思わせるダンス志向のベースラインが取り入れられている」と評している。

## 略歴
2006年にマイク・リーのソロ・プロジェクトとして始動し、ケント・ザンブラーナと出会いバンド編成に変わる。バンド名は、ブロンド・レッドヘッドの楽曲をもじったもの。同年8月15日に7曲入りのEP『Movement』を発売。
2009年10月13日、バンド名を冠したフル・アルバム『Letting Up Despite Great Faults』を発売。日本でも2010年4月14日に発売された。
活動拠点をテキサス州オースティンに移し、2012年後期に2作目のフル・アルバム『Untogether』を発売。
2022年、8年ぶりとなるフル・アルバム『IV』を発売。同作について、『bounce』2022年4月号にレビューを寄稿した長谷川義和は「10分にも満たない夢見心地のシューゲイズ作品には音楽オタクの愛が詰まっている」と評している。

## メンバー
- マイク・リー（Mike Lee） - ボーカル、ギター
- ケント・ザンブラーナ（Kent Zambrana） - ベース
- アナ・フィセット（Annah Fisette） - キーボード、ボーカル
- ダニエル・シュミット（Daniel Schmidt） - ドラムス

## ディスコグラフィ

### フル・アルバム
- Letting Up Despite Great Faults（2009年10月 USA / 2010年4月 日本）
- Untogether（2012年10月 USA / 2012年7月 日本）
- Neon（2014年8月 USA / 2014年6月 日本）
- IV（2022年3月4日）
- Reveries（2024年10月11日）

### EP
- Movement（2006年8月）
- Paper Crush（2011年8月 USA / 2011年6月 日本）
- Japan Tour EP（2012年10月）※日本限定発売
- Neon Japan Tour EP（2014年8月）※日本限定発売
- Alexander Devotion（2017年2月）
- Crumble（2023年4月）

### シングル
- Starlet（2017年1月20日）
- Pageantry（2017年2月3日）
- Keepsake（2020年2月25日）
- Call your girlfriend（2021年4月23日）